# Archevêché de Mayence

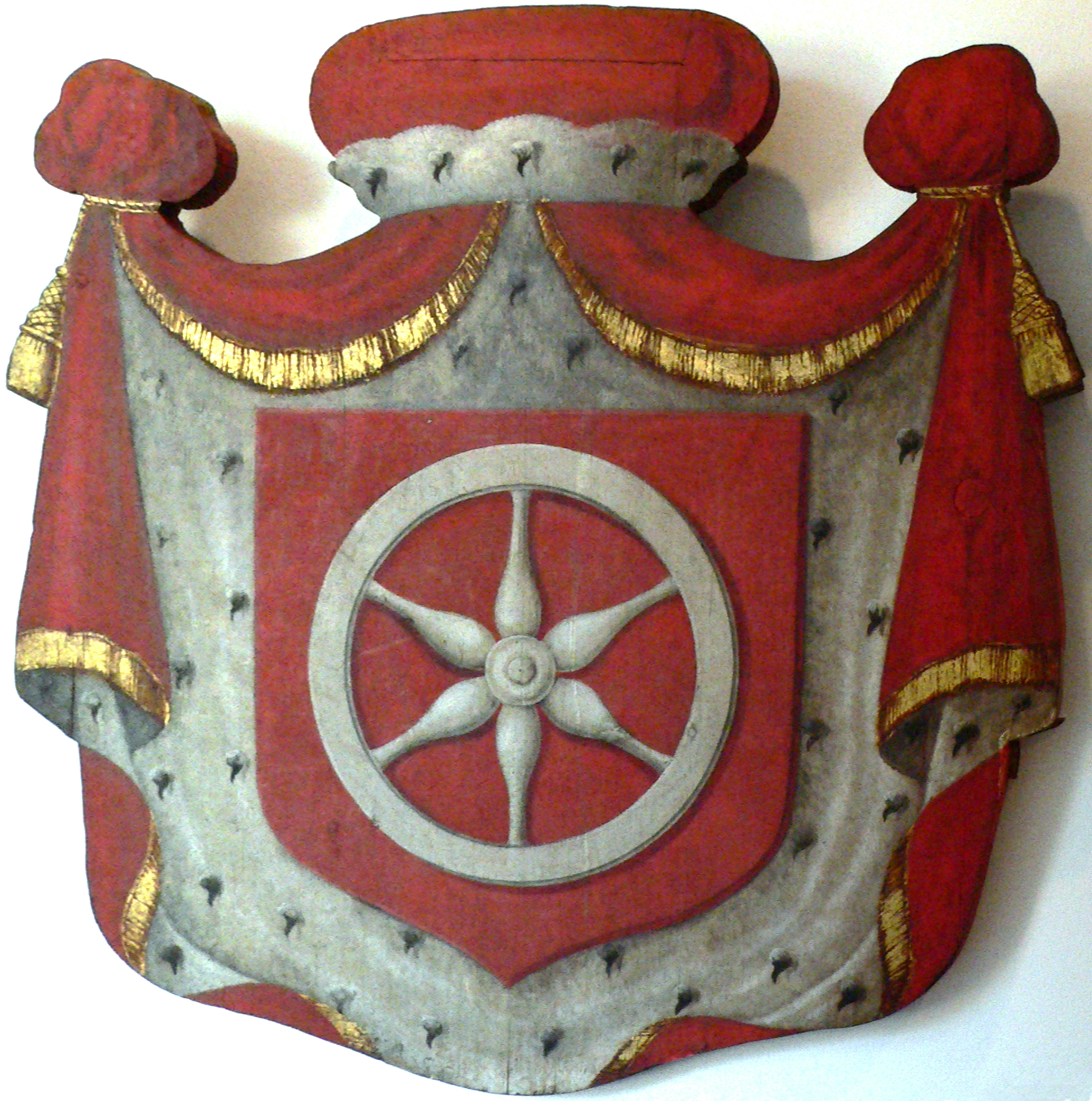
Tableau d'armoiries de l'électorat de Mayence du milieu du XVIII (huile sur bois).

L'archevêque de Mayence fut, de 780 à 1802, le plus important prince et prélat du Saint-Empire romain germanique. 
L'archevêché était une puissante principauté ecclésiastique du Saint-Empire. Il contrôlait le territoire du diocèse de Mayence, tant sur la rive gauche que sur la rive droite du Rhin, de même que le territoire longeant le Main au-dessus de Francfort. L’archevêque, en outre, était l’un des princes-électeurs ayant pour fonction de désigner le nouvel empereur romain germanique : il présida le collège électoral à partir de 1263, et jusqu'en 1803.
L’archevêque de Mayence avait à charge d’apporter les vêtements et les régalia impériaux à Aix-la-Chapelle lorsqu’un nouvel empereur était couronné. Ce dernier devait les porter et devait être couronné par l’électeur de Trèves.